# 勒米伊莱马赖
勒米伊莱马赖（法語：Remilly Les Marais，法語發音：[ʁəmiji le maʁɛ]）是法国芒什省的一个市镇，属于圣洛区。

## 历史
勒米伊莱马赖于2017年1月1日成立，由三个市镇合并而成：
- 洛宗河畔勒米伊（Remilly-sur-Lozon）
- 勒梅尼勒维戈（Le Mesnil-Vigot）
- 莱尚德洛斯克（Les Champs-de-Losque）

政府驻地为洛宗河畔勒米伊。

## 地理
勒米伊莱马赖（49°10'51"N, 1°15'25"W）面积22.13 平方千米，位于法国诺曼底大区芒什省，该省份为法国西北部沿海省份，西、北、东北三面环大西洋，东起顺时针与卡爾瓦多斯省、奧恩省、马耶讷省和伊勒-维莱讷省接壤。
与勒米伊莱马赖接壤的市镇（或旧市镇、城区）包括：马尔谢雪、特里布乌、蓬埃贝尔、泰尔瓦勒、勒梅尼勒厄里、马里尼勒洛宗、弗热尔。
勒米伊莱马赖的时区为UTC+01:00、UTC+02:00（夏令时）。

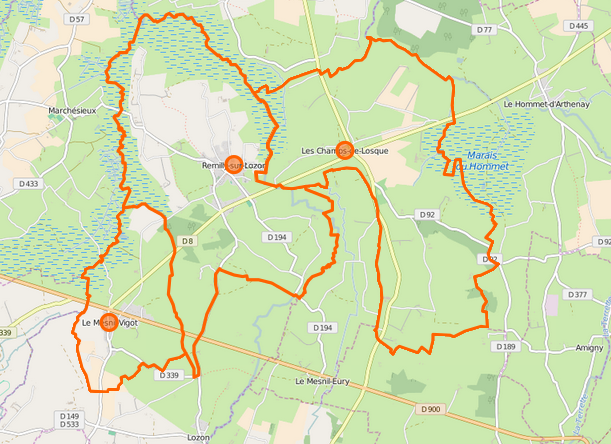
勒米伊莱马赖的OSM定位图

## 行政
勒米伊莱马赖的邮政编码为50570，INSEE市镇编码为50431。

## 政治
勒米伊莱马赖所属的省级选区为圣洛第一县。

## 人口
勒米伊莱马赖于2022年1月1日时的人口数量为1064人。